# Veľkrop
Veľkrop – wieś (obec) na Słowacji położona w kraju preszowskim, w powiecie Stropkov. Pierwsze wzmianki o miejscowości pochodzą z 1408 roku.
Według danych z dnia 31 grudnia 2012 roku, wieś zamieszkiwało 219 osób, w tym 129 kobiet i 90 mężczyzn.
W 2001 roku rozkład populacji względem narodowości i przynależności etnicznej wyglądał następująco:
- Słowacy – 65,91%
- Czesi – 0,91%
- Romowie – 15,91%
- Rusini – 13,64%
- Ukraińcy – 2,73%

Ze względu na wyznawaną religię struktura mieszkańców kształtowała się w 2001 roku następująco:
- Katolicy rzymscy – 4,09%
- Grekokatolicy – 37,27%
- Katolicy rzymscy – 1,36%
- Prawosławni – 55,91%
- Nie podano – 0,91%